# 東成西就2011
《東成西就2011》是一部2011年上映、香港與中國大陸合拍的當代奇幻喜劇電影。本片由大地時代文化傳播（北京）有限公司、發行工作室（香港）有限公司、北京金菲林文化傳媒有限公司和北京凱視芳華文化傳播有限公司出品，中國電影股份有限公司北京電影發行分公司和大地時代電影發行（北京）有限公司聯合發行，並由香港知名導演劉鎮偉編劇並執導，陳奕迅、莫文蔚、鄭伊健、鐘鎮濤、黃奕、蘇永康、譚維維、鄧麗欣、房祖名領銜主演，另有眾多明星在片中客串出演。片名雖取自1993年由劉鎮偉拍攝的香港經典喜劇片《射鵰英雄傳之東成西就》，但在人物和故事情節上完全不同。影片講述了八位天神因爭鬥不休被貶人間，轉世後的他們在經歷過人世間的愛恨情仇後，終於互相理解並化解仇恨的故事。
本片於2011年4月27日在廣東惠州正式開機，同年6月17日在廣州殺青關機。2011年11月24日，影片在香港和中國大陸同步上映。

## 故事
萬年前，八個天神因爭鬥不息，不懂團結被貶入凡間，有朝一日他們互相理解，和諧相處才能重返天庭。
萬年後，港女鍾曉明與鬼馬老爸阿B被莫名追債，無奈從香港逃到廣州找不靠譜的後媽嘉嘉了解內情。
原來她騙人定金要辦不可能實現的演唱會，因無法兌現，被老闆周董列入黑名單。
父女二人落跑之際，機緣邂逅各色“時尚達人”，展開一段驚天地、“氣”鬼神，笑料百出的都市奇緣。
演唱會雖如期舉行卻不料再生意外，曉明等七人發現自己是天神變身，但一直不明白第八位天神為什麼始終沒有出現，而不期而至的愛情又再次打亂了剛剛建起的所有平衡。 
人與神，男與女，生與死，愛與恨…… 2011過去了，當期待這個世界萬象和平的黎明時分，只有祝福愛你的和你愛的人——東成西就！

## 人物角色
| 角色名稱 | 演員   | 備註                         |
| -------- | ------ | ---------------------------- |
| 鍾曉明   | 莫文蔚 | 鍾鎮濤之女，天神化身為阿修羅 |
| 周沖     | 陳奕迅 | 天神化身為夜叉               |
| 鍾鎮濤   | 鍾鎮濤 | 方嘉寶丈夫，天神化身為龍王   |
| 溫奇     | 蘇永康 | 天神化身為迦樓羅             |
| 鄭大雄   | 鄭伊健 | 鄭小方之父，天神化身為緊那羅 |
| 方嘉寶   | 黃奕   | 天神化身為乾闥婆             |
| 小兵     | 房祖名 | 天神化身為摩呼羅迦           |
| 言成玉   | 谭维维 | 言东泽之女，天神化身為天人   |
| 鄭小方   | 鍾紹圖 |                              |
| 夜叉     | 鄧麗欣 | 夜叉影子                     |
| 言东泽   | 李宗盛 |                              |
| 阿巧     | 唐嫣   | 鄭小方之母                   |
| 伊健     | 韓棟   | 嘉嘉前男友                   |
| 楊冪     | 楊冪   |                              |
| 駒哥     | 乔任梁 |                              |
|          | 方力申 | 周董助理                     |
|          | 薛之谦 | 醫生                         |
|          | 范逸臣 | 醫生                         |
|          | 张博   | 醫生                         |
|          | 林二汶 | 便利店店員                   |
|          | 林一峰 | 推銷員                       |
|          | 何美钿 | 周董秘书                     |
|          | Soler  | 賊兄弟                       |
|          | 馬天宇 | 后台监督                     |
|          | 譚詠麟 | 溫拿樂隊                     |
|          | 陳友   | 溫拿樂隊                     |
|          | 彭健新 | 溫拿樂隊                     |
|          | 葉智強 | 溫拿樂隊                     |

## 工作人員
- 導演：劉鎮偉
- 編劇：技安
- 監製：朱嘉懿
- 美術總監：雷楚雄
- 服裝及造型總監：劉天蘭
- 攝影指導：林華全 (HKSC)
- 剪接：麥子善 (HKSE)
- 動作指導：李達超
- 原創音樂：雷頌德、楊鎮邦
- 視覺特效製作：先濤數碼企畫有限公司

## 拍攝經緯
- 2011年3月21日：於香港國際影視展會場出現開拍消息，前期籌備中。[9]
- 2011年4月27日：於廣東惠州舉行了開機儀式，正式投入拍攝。[10][11]
- 2011年8月8日：正式殺青，投入後期製作。[12]
- 2011年11月24日：在香港及中國內地等地區同步上映。

## 票房
本片在中國大陸的首週四天票房達5170萬元，為該週的票房冠軍。至12月25日累計8002萬元。
| 上一届： 《失恋33天》 | 2011年中国内地一周票房冠军 第48周 11月21日-11月27日 | 下一届： 《鸿门宴传奇》 |

## 外部連結
- 開眼電影網上《東成西就2011》的資料（繁體中文）
- 豆瓣电影上《東成西就2011》的資料 （简体中文）
- 时光网上《東成西就2011》的資料（简体中文）
- AllMovie上《東成西就2011》的资料（英文）
- 爛番茄上《東成西就2011》的資料（英文）
- 香港影庫上《東成西就2011》的資料（繁體中文）
- 互联网电影数据库（IMDb）上《東成西就2011》的资料（英文）